# Philippe Ier de Namur
Philippe Ier de Hainaut, dit le Noble, né en mars 1174, mort en 1212, est marquis de Namur de 1195 à 1212. Il est le second fils de Baudouin V, comte de Hainaut et de Namur, et de Marguerite Ire d'Alsace, comtesse de Flandre.
Son père tenait le comté de Namur de son propre oncle Henri l'aveugle lequel, sans enfant, l'avait désigné comme héritier en 1165. Par la suite, Henri l'Aveugle avait eu une fille, Ermesinde et était revenu sur la donation. Baudouin avait alors pris les armes, bat Henri et conquiert en 1190 le comté de Namur qui est érigé en marquisat en 1194 par l'empereur Henri VI.
Par testament, il lègue à son second fils Philippe le marquisat de Namur, avec la clause que le marquisat de Namur soit vassal du comté de Hainaut. Philippe brisa les armes de Flandre et leur ajoutant une bande de gueules. Mais Thiébaut Ier de Bar, qui avait épousé Ermesinde n'avait pas renoncé à Namur et attaqua Philippe. La guerre les opposa pendant trois ans, jusqu'au traité de Dinant, signé le 26 juillet 1199 et reconnaissant à Philippe la possession de Namur.
Philippe assura la régence des comtés Flandre et de Hainaut en l'absence de son frère aîné Baudouin (1171 † 1205) parti en croisade puis pendant la minorité de ses nièces Jeanne et Marguerite. En guerre contre la France, il fut fait prisonnier et ne recouvra la liberté qu'en se mariant avec Marie de France, fille de Philippe II Auguste et d'Agnès de Méranie, et en envoyant ses nièces, en otage à la Cour de France. Indignés les Flamands et les Hennuyers se révoltèrent et le contraignirent à renoncer à la régence des deux comtés.
À l'intérieur du marquisat de Namur, il se montre pacifique, religieux et promoteur de développement social. Il intervient également comme médiateur entre différents seigneurs en guerre. Atteint de dysenterie, il mourut le 9 octobre 1212 à Valenciennes.
C'est sa sœur Yolande de Hainaut, comtesse d'Auxerre et de Tonnerre, épouse de Pierre II de Courtenay, qui devient marquise de Namur, titre repris par son époux jusqu'en 1212, date où il devient empereur de Constantinople (Il sera couronné le 19 avril 1217 à Saint-Laurent-hors-les-Murs par le pape Honorius III).
On ne possède qu'un modèle de sceau de Philippe Ier et son contre-sceau; c'est un sceau équestre employé de 1200 à 1212 où il porte un bouclier sur lequel sont représentés les trois chevrons du Hainaut. Sur son contre-sceau figure le lion brisé d'une cotice; ce lion est celui de Flandre qu'il a pris de son frère Baudouin IX, brisé d'une cotice de cadet qui deviendront les armes du marquisat de Namur.

## Source
- Baron Emile de Borchgrave, « Philippe Ier de Namur », Académie royale de Belgique, Biographie nationale, vol. 17, Bruxelles, 1903 [détail des éditions], p. 316-319.